# ارمدین دمیروویچ
ارمدین دمیروویچ (انگلیسی: Ermedin Demirović؛ زادهٔ ۲۵ مارس ۱۹۹۸) بازیکن فوتبال اهل بوسنی و هرزگوین است.
از باشگاه‌هایی که در آن بازی کرده‌است می‌توان به باشگاه فوتبال هامبورگ اشاره کرد.
وی همچنین در تیم‌های ملی فوتبال Bosnia and Herzegovina national under-17 football team, Bosnia and Herzegovina national under-19 football team، زیر ۲۱ سال بوسنی و هرزگوین، و بوسنی و هرزگوین بازی کرده‌ است.